# YASCORN
YASCORN（やすこーん、1月26日 - ）は、日本の漫画家、文筆家、クリエイター。別名義「杉木 ヤスコ（すぎき ヤスコ）」。血液型B型。青森県出身。東京都在住。

## 来歴
藤子・F・不二雄にあこがれて漫画家を目指し、1991年「ベジタブル･パニック」（小学館『ぴょんぴょん』）でデビュー。エッセイ、キャラクターデザイン、シナリオ制作など多彩に活動。紙媒体のみならずインターネット上での作品発表も早期から行っている。
2005年より小学館の学年別学習雑誌にてたまごっちのキャラクターコミック「GOGO♪たまごっち!」シリーズを連載。その他、同社児童向けWebサイトにてFlashアニメによるデジタルコミック・キャラクターを多数発表。
1990年代より音楽活動も行っており、土佐正道（明和電機）とは音楽ユニット・Y&M☆O（ヤスコーン&マサビッチ☆オーケストラ）として活動した。歌人の笹公人とは交友があり、笹のブログ・単行本にてイラストを担当。
2010年代より寝台特急はやぶさ乗車をきっかけに「乗り鉄漫画家」として活動、鉄道関連のコミック・エッセイ・小説等を発表。これまで著作・その他の活動には「杉木ヤスコ」と「YASCORN（ヤスコーン・やすこーん）」名義を併用していたが、鉄道関連の著作以降は、ほぼYASCORNに統一されている。

## 主な作品リスト

### コミック・エッセイ
- ひまいぬペッパー!
- うさくまワンダフル!（『ちゃお』連載）
- OLかなこの ひらけ!ネットショップ（サイビズ）
- GOGO♪たまごっち!（『ぷっちぐみ』連載、てんとう虫コミックス）
- ネットン☆ねっとり（小学三年生連載）
- 笹公人の念力短歌トレーニング（扶桑社、イラスト）
- 焼肉食べてもヤセちゃった!?（リイド社、伊達友美×ヤスコーン）
- おんな鉄道ひとり旅（プチコミック増刊号連載、フラワーコミックスアルファスペシャル）
- メシ鉄!!!（集英社『ふんわりジャンプ』Web連載・ヤングジャンプコミックスDIGITAL配信）
- YOKOHAMA食べまくり鉄道さんぽ旅（Kindle配信）
- 激レアな自慢隊長を捜せ!（防衛省広報誌『MAMOR』扶桑社、2023年10月号 - 連載中） - 各地の部隊を訪問し「隊長」に業務内容などを聞くレポート漫画[7]。

#### Web連載エッセイ
- ロボクン（Webマガジン「ロボスタ」連載）
- やすこーんの「くらしの鉄道」（ITmedia連載）
- 漫画家ヤスコーン☆の鉄道漫遊記（東洋経済オンライン「鉄道最前線」連載）
- YASCORN　鉄道食べすぎひとり旅（「ハルメク」連載）

### 小説
- のぞみ、出発進行!! ～サンライズ瀬戸 パパ失踪事件と謎の暗号～（小学館ジュニア文庫、「やすこーん」名義）
小学館ジュニア文庫で単行本化された鉄道小説。
食べ鉄の小学5年生、のぞみと時刻表鉄な弟の鉄平が鉄道小説家の父・東村京太郎（本名・宮原太一郎）を探すため、鉄道に乗り込むもの。途中、金毘羅山で地元の大学生・佐藤はるかと愛犬、まめちゃんに出会う。

### キャラクターデザイン
- 僕達急行 A列車で行こう
2012年に公開された森田芳光監督・脚本作品。主演の松山ケンイチ、瑛太の二人のキャラクターデザイン。グッズも制作される予定だったが、森田の急逝により頓挫した。
- 白えび天ぷら（ますのすし源）
駅弁のパッケージデザインを担当。
- 青森ワッツグッズキャラクターデザイン
青森県出身が縁で、2017年10月からBリーグの青森ワッツのグッズキャラクターデザインを担当。3キャラあり、メインキャラはチームのロゴマークの青い炎が髪型となった「青森ワッツン」。

## 出演番組
- 『〜通しか知らない究極の一日〜熱狂!1/365日のマニアさん』 - 2023年2月3日の2時間スペシャルに駅弁大会に行くマニアさんとして出演する。